# 成功天軍殿
成功天軍殿，或作港底天軍殿，主祀趙公明（趙府元帥）。臺灣澎湖縣廟宇，鼎灣澳角頭廟之一，位於湖西鄉成功村（舊作港底村），法師流派為「普庵派」之「玉皇勅令雷令支派 」。

## 沿革

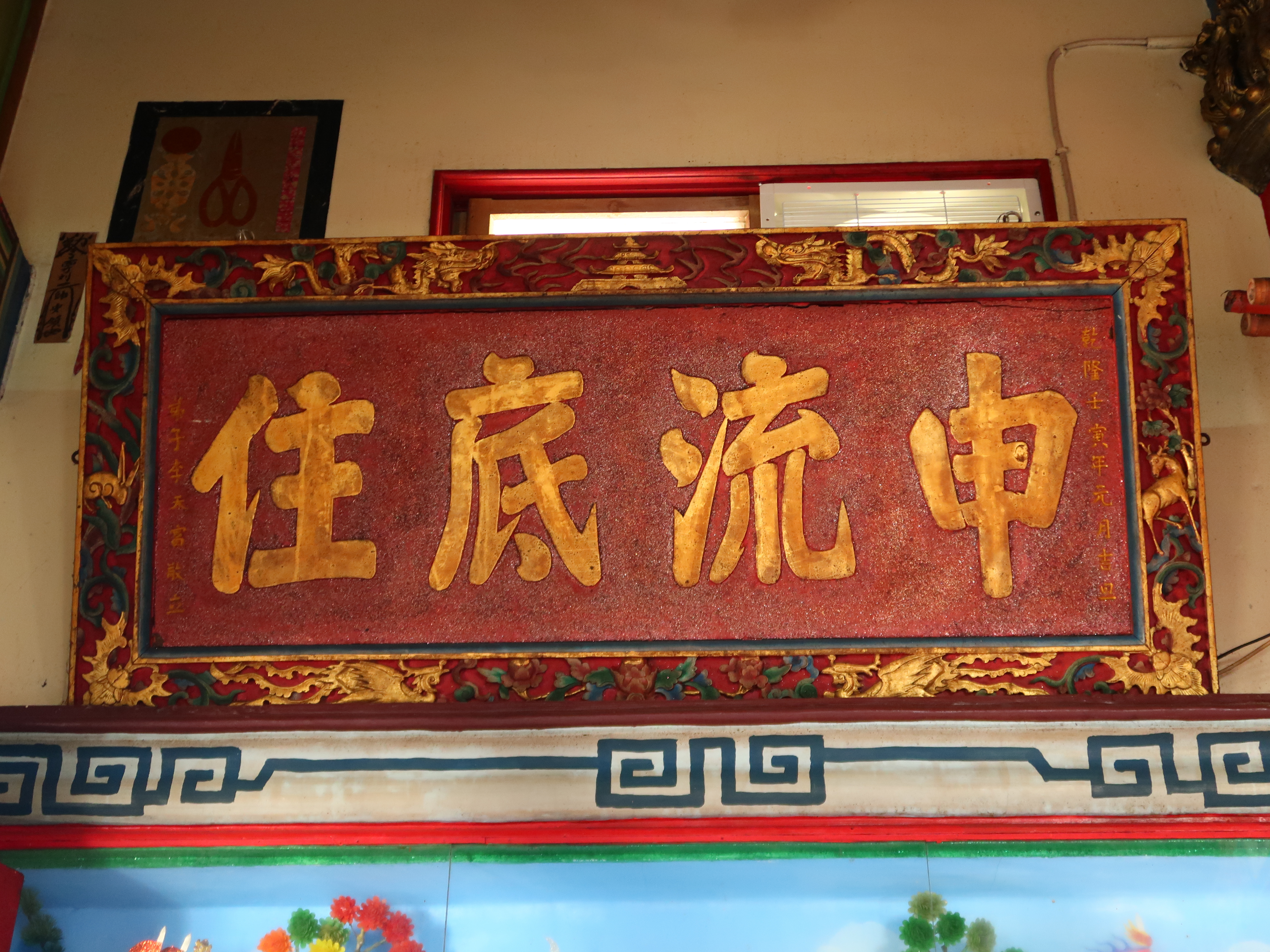
成功天軍殿內「申流底住匾」，落款於乾隆47年（1782年）之匾額。

成功村古名「港底」，源自湖西鄉北側有三大海灣，其中在西灣的東側有三大村落，由北自南分別是「沙港」、「東石」與「港底」，「港底」又名「沙港底」，原始意涵即海水至此退潮已到盡頭、周遭皆為一片沙灘之意，故稱「（沙）港底」。
此聚落在清領時期劃作「澎湖廳鼎灣澳」，日治時期則陸續改由「澎湖廳鼎灣澳」變制成「湖西出張所」、「湖西庄」管轄，聚落名稱大多沿用「港底」之名，直到1945年之後中華民國時期才有變動。民國35年（1946年），湖西庄改制湖西鄉，下轄的港底村與鄰近聚落東石村合併，一度改稱「文德村」。民國40年（1951年），因全台實施地方自治再恢復獨立一村，復作「港底村」。民國63年（1974年），又因聚落東側的成功水庫順利竣工，又易名為「成功村」，沿用迄今。
成功天軍殿創建年份不詳，根據《續修澎湖縣志．地理志》一書敘述，港底聚落最早期的住民可以追溯至明鄭時期永曆31年（1676年），而聚落大廟天軍殿的興建，當地有清領時期雍正11年（1733年）之說法，據稱為居民在鹽埕三伯公墓海濱西側的七星燈北海岸上，看見一根金光閃爍的柴木，便將此根木頭攜回雕作神明，繼而立廟奉祀，但此說之年份並無佐證資料可採信。
成功天軍殿藏有「申流底住」一匾，上款「乾隆壬寅年元月吉旦」、下款「弟子李天富敬立」，其中乾隆壬寅年即乾隆47年（1782年），此匾為天軍殿落款年份最早之文物，故可考天軍殿之創建年份不遲於乾隆47年（1782年）。
根據廟中碑文記載，成功天軍殿歷來有三次改建，第一次為清領時期道光七年（1827年）、第二次為日治時期昭和四年至八年（1929年－1933年）、第三次為民國70年至72年（1981年－1983年），即為今貌。其中廟內珍藏特殊文物諸如清末、民初名士梁啟超與徐世昌之楹聯，即為日治時期昭和年間廟史第二度發起重建之際，蒙旅外港底鄉親李黃海請賜墨寶而來。

## 楹聯
港底鄉人李黃海（1877年－1936年）者，曾任教職，後轉途做報社記者、雜誌編輯，原本在台灣日日新報任職，後轉往中國華南地區參與革命業務，並曾旅居上海、天津等地，因職務之故結識日本內地、台灣、中華民國各處等政要人物，故李黃海得以向當世名士梁啟超與徐世昌求賜墨跡。

### 梁啟超
梁啟超（1873年－1929年）為光緒24年（1898年）發動「戊戌變法」的影響人物之一。李黃海延請梁啟超題辭書曰：「法雨洗金鞭威雄北極驅魅惟憑黑虎、明神護赤子澤被西瀛歸靈每托玄鴉。」落款於戊辰年（1928年，即民國17年），恰好為梁啟超去世前一年。
梁啟超「法雨明神」墨寶楹聯因受長年潮濕和蟲蛀破壞，2022年度委請「人間國寶」李秉圭與雲林科技大學文化資產維護系老師李昱進行修復工作，並順利於2023年完成，現已重回廟內展示。

### 徐世昌
徐世昌（1855年－1939年）則曾為中華民國北洋政府時期第二任大總統，任期為民國7年至11年（1918年－1922年）。民國17年（1928年）之際，徐世昌時已下野、閒賦天津，替李黃海題辭書曰：「義勇冠三軍長坂威風豈獨一身都是膽、神靈昭百世遺民崇拜真教萬眾盡低頭。」

### 吳爾聰
吳爾聰（1872年－1956年），港底鄉紳、漢學家，世稱「西瀛鴻儒」，在日治時期出任初代媽宮公學校教員，二戰結束之後，吳爾聰躲過空襲倖存，在中華民國時期以75歲高齡當選澎湖參議會參議長，並在民國36年（1947年）全台陷入「二二八事件」動亂的氛圍，澎湖當地青年也因「紀淑中槍事件」醞釀躁動，以吳爾聰、郭石頭為首等鄉紳出面約束里人，勿要衝動惹事，澎湖才未捲入二二八事件的流血事端；吳爾聰在天軍殿題辭曰：「欲結佛緣豈在爐香杯酒、能登神道多為孝子忠臣。」

## 圖輯

### 建築

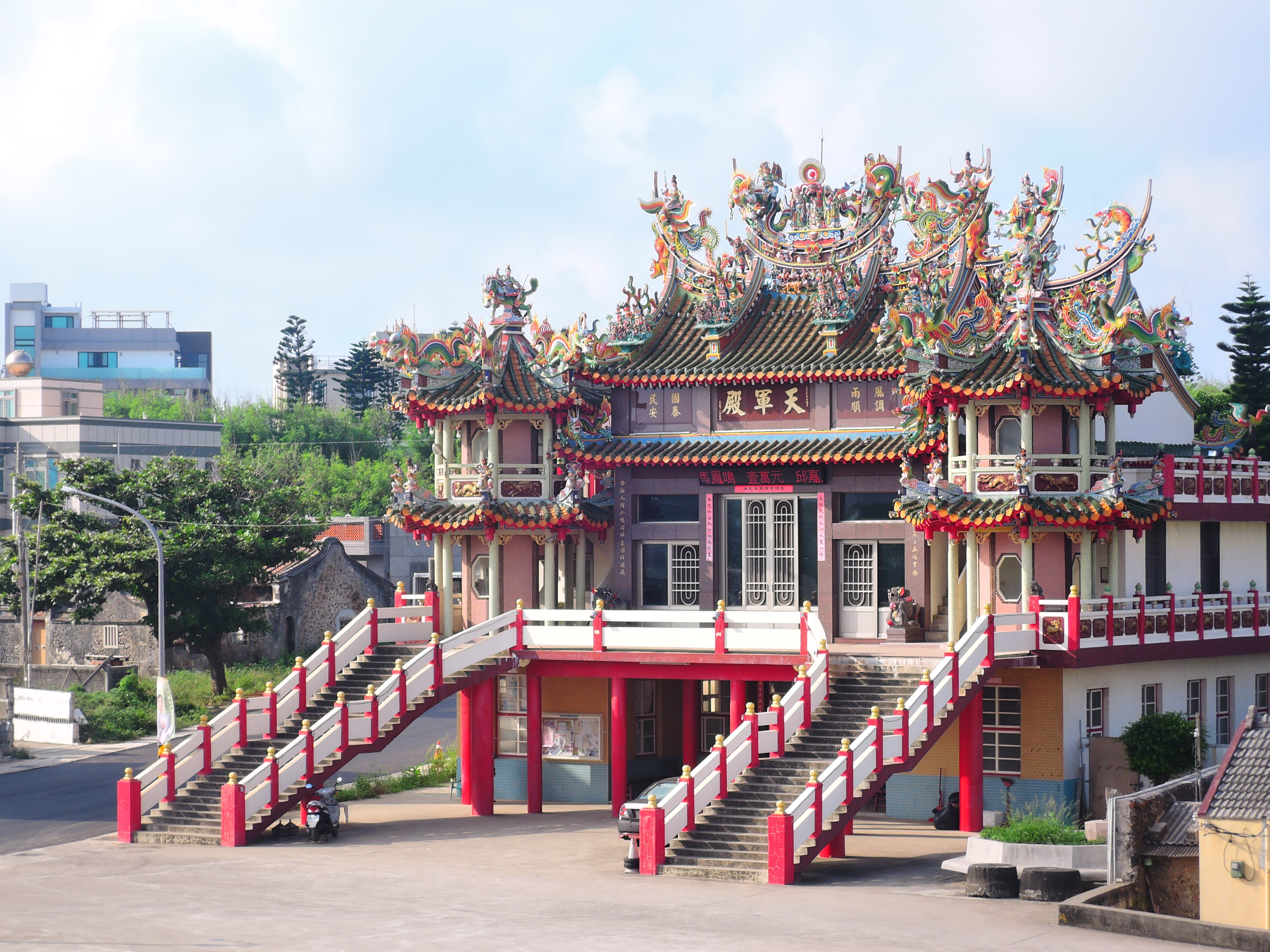
兩側階梯象徵蟹螯（科甲）
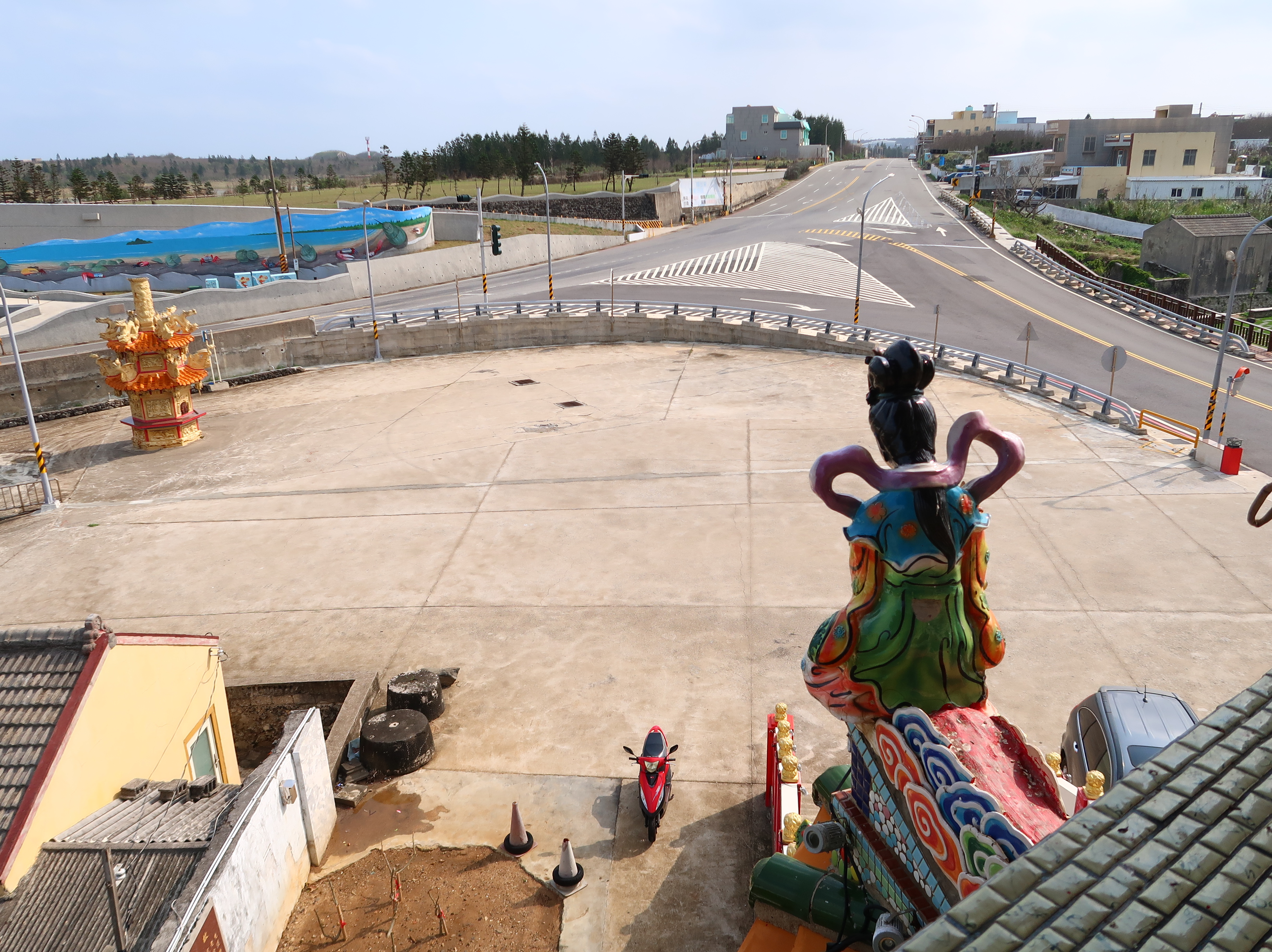
天軍殿廟埕
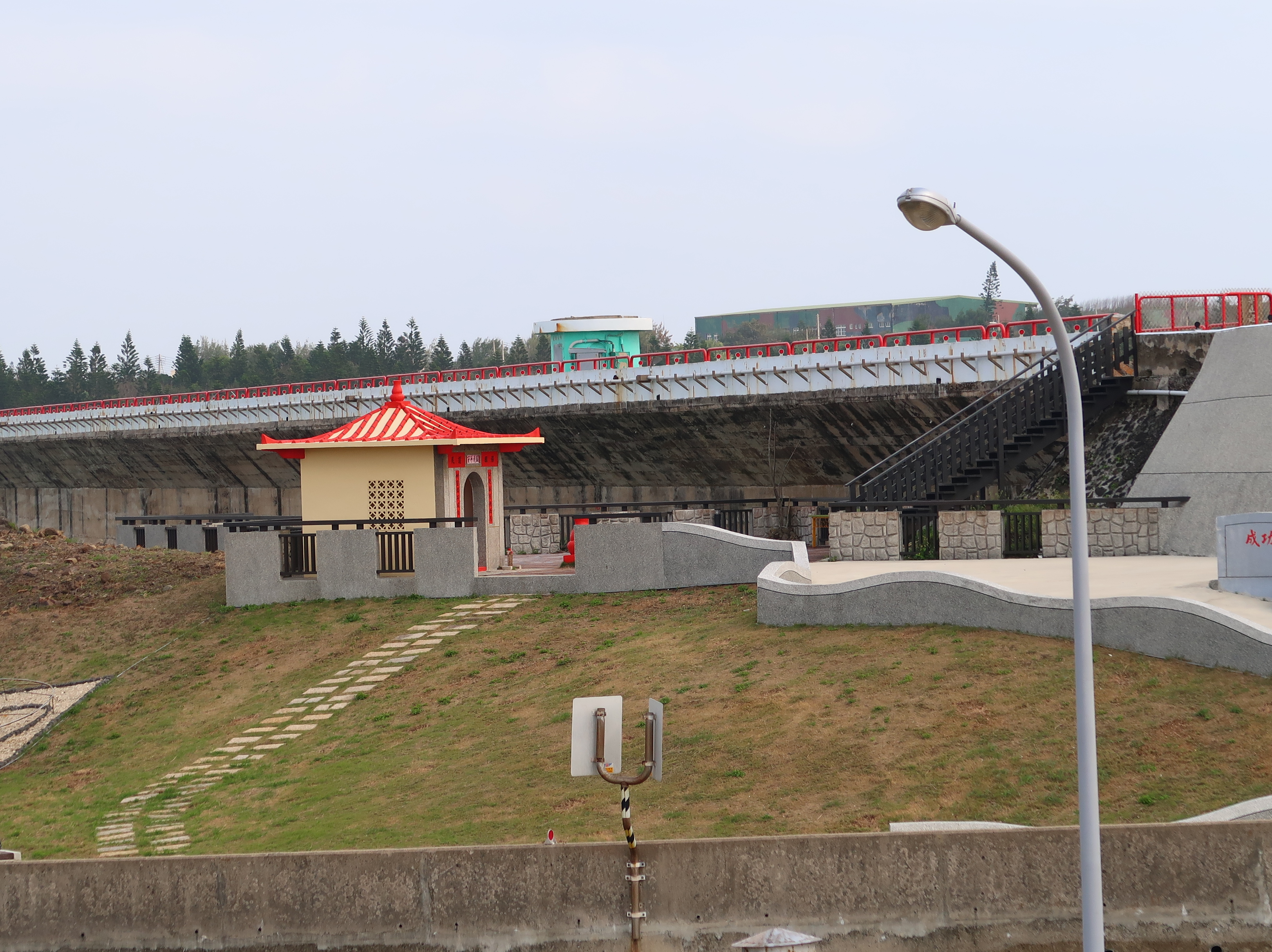
成功水庫與北營頭
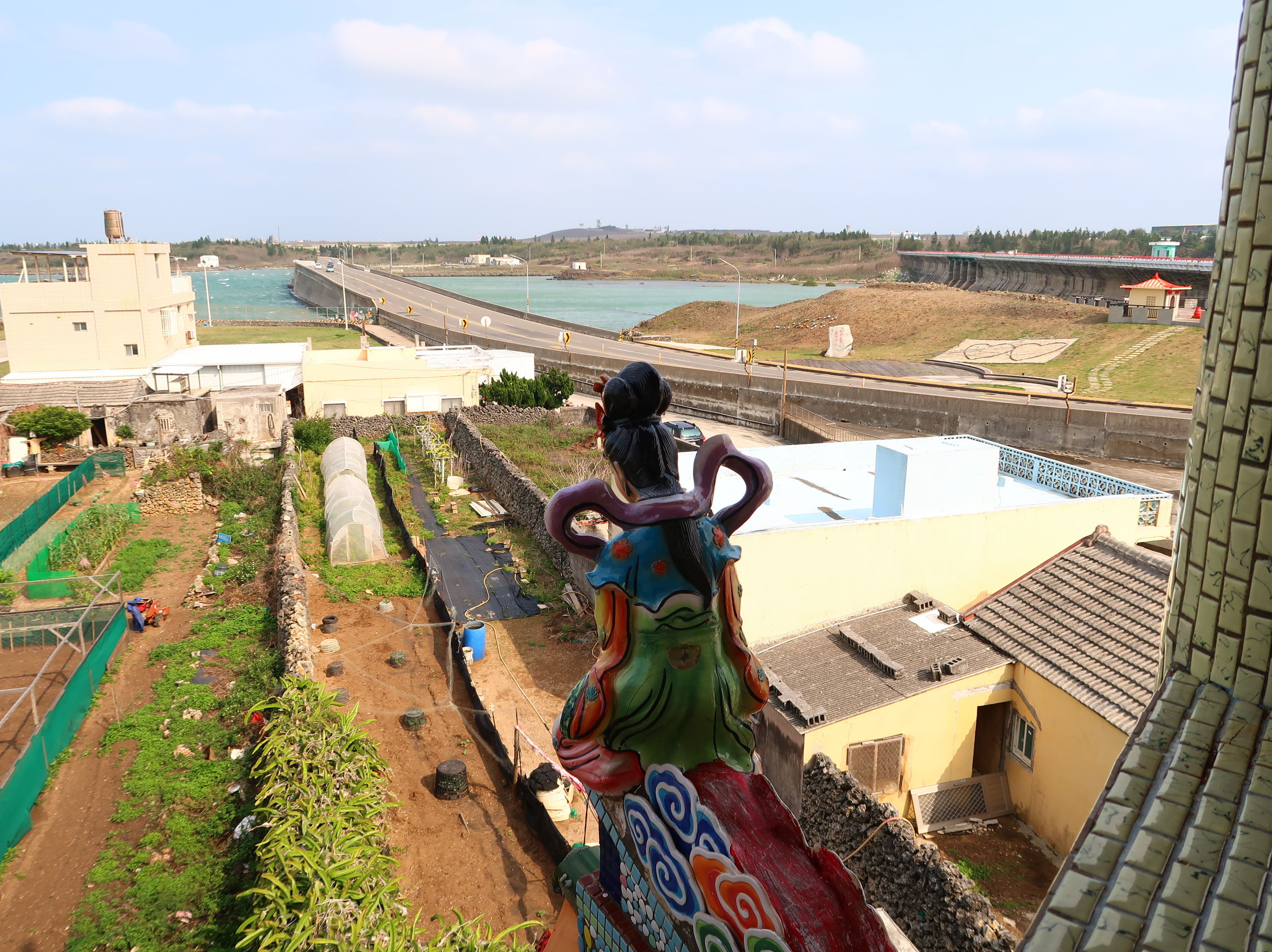
眺望菜宅與成功橋
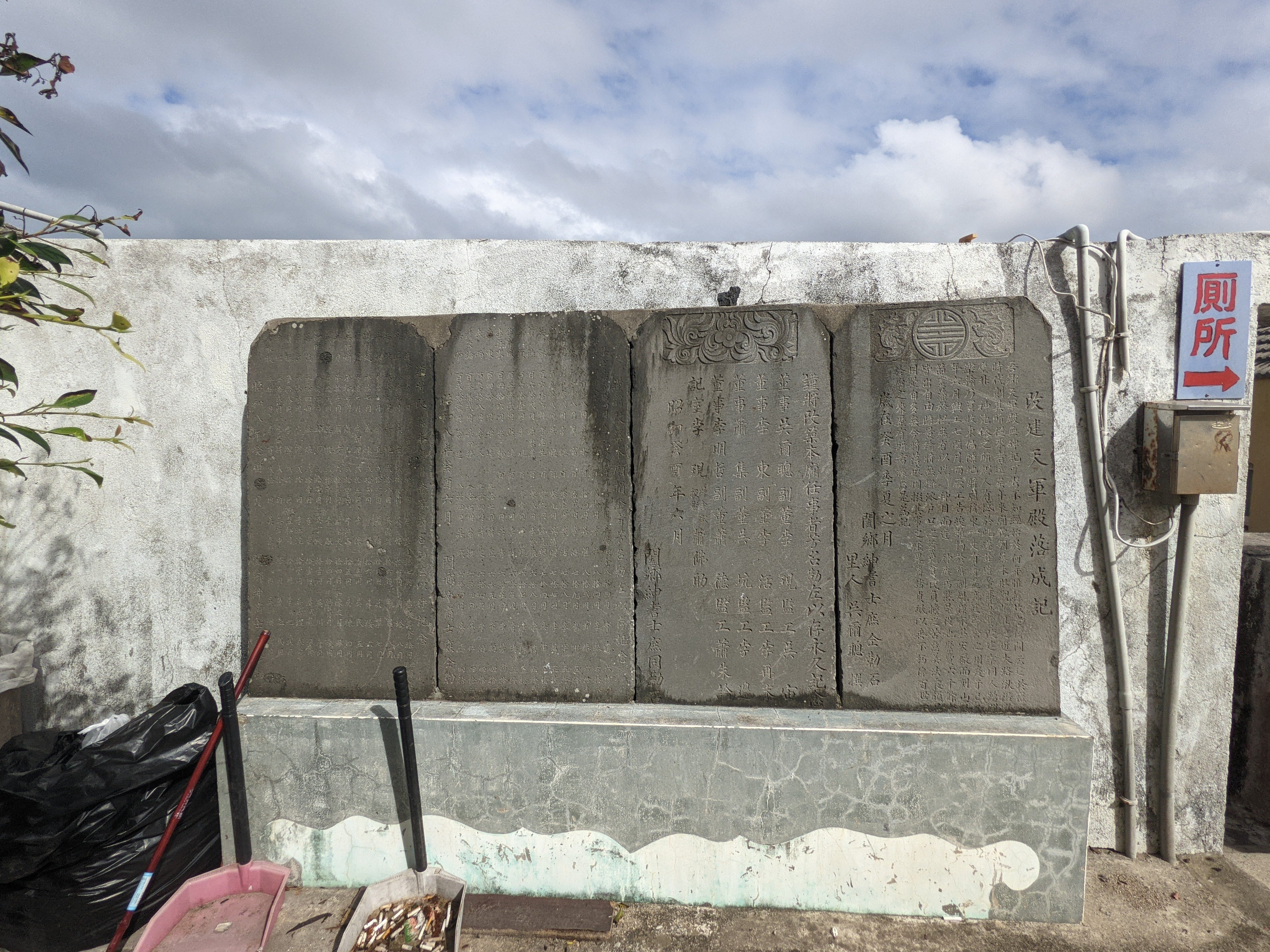
1933年改建落成碑記

### 內部

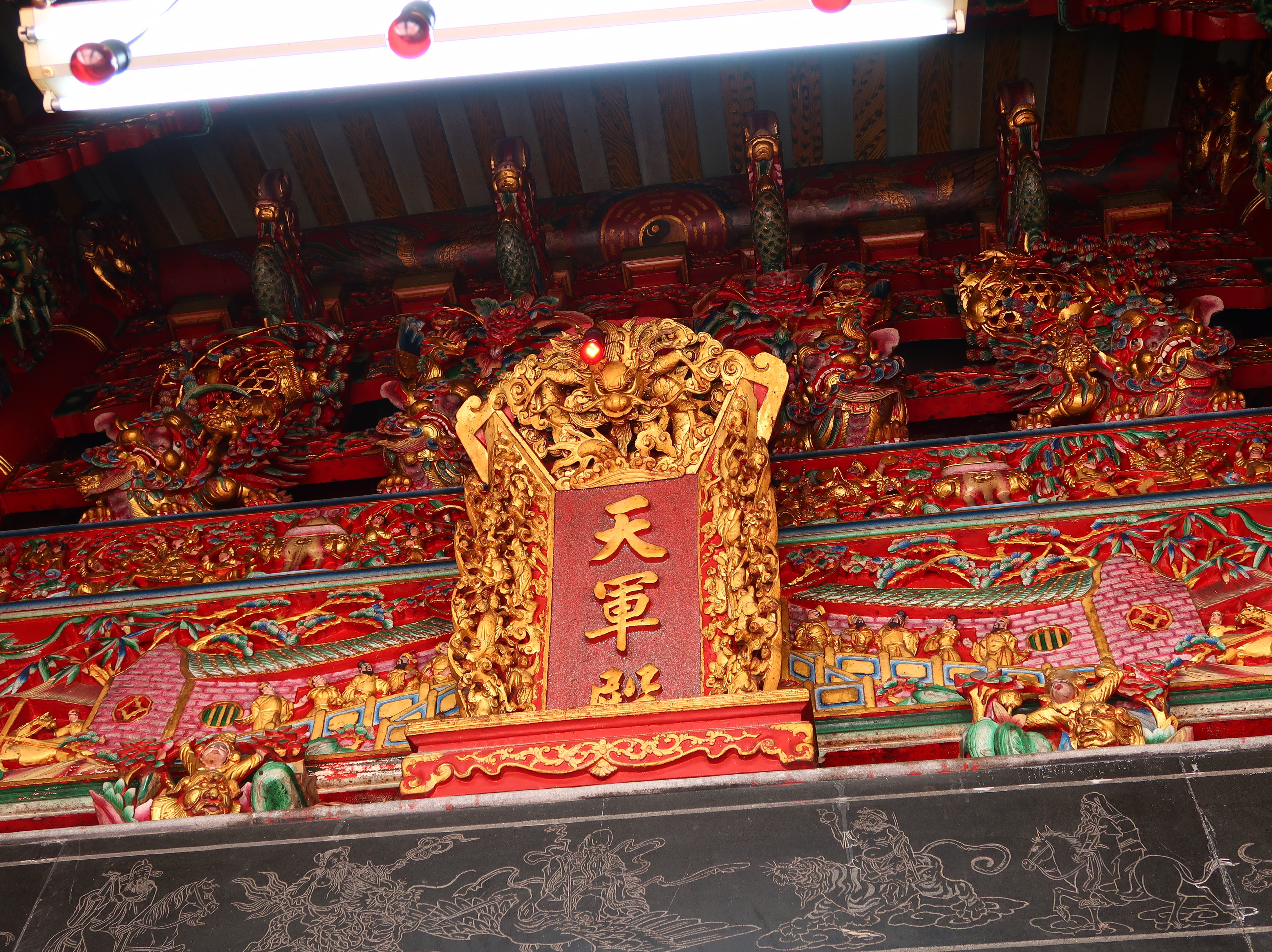
廟名額
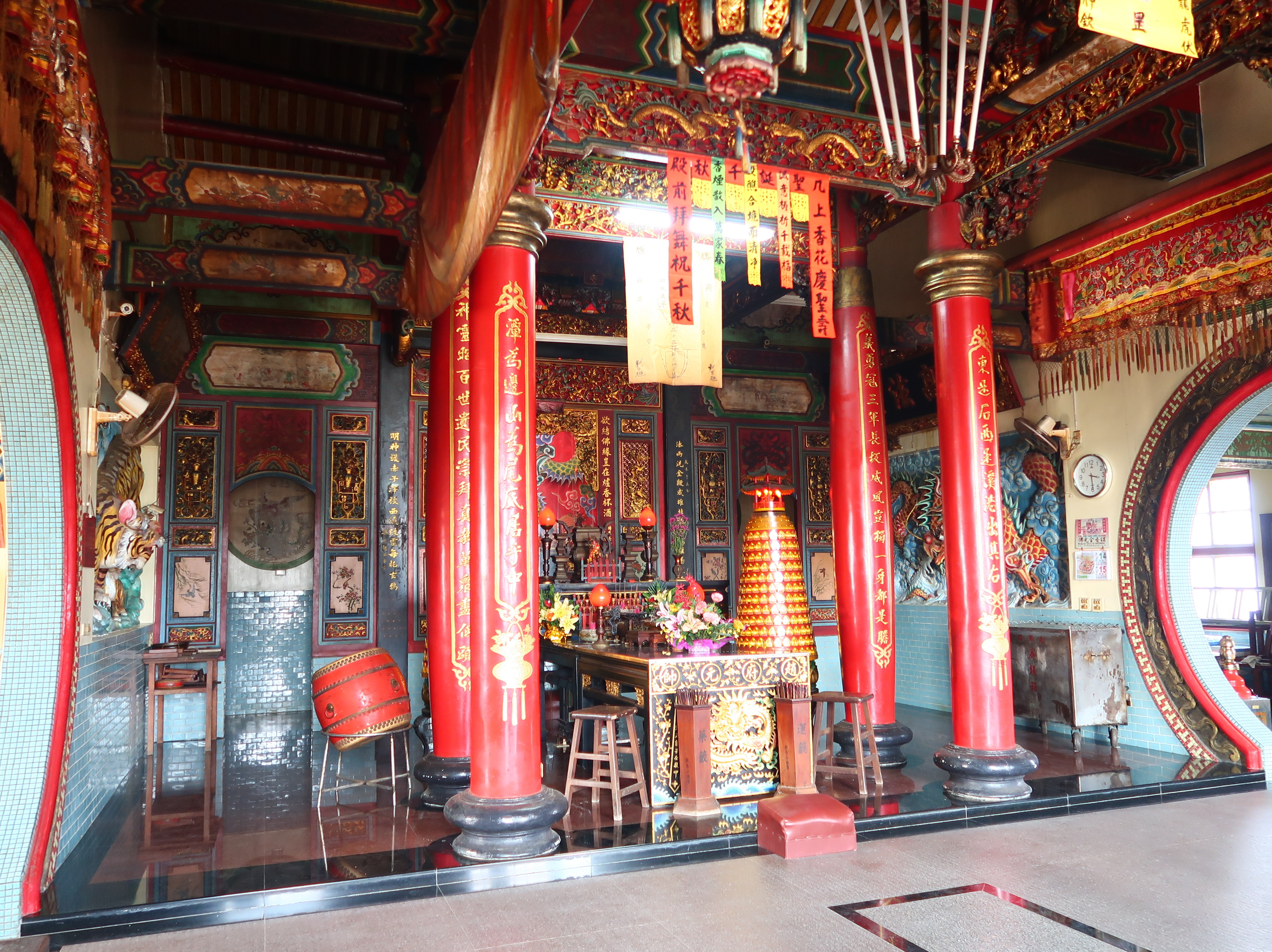
廟宇二樓神明廳
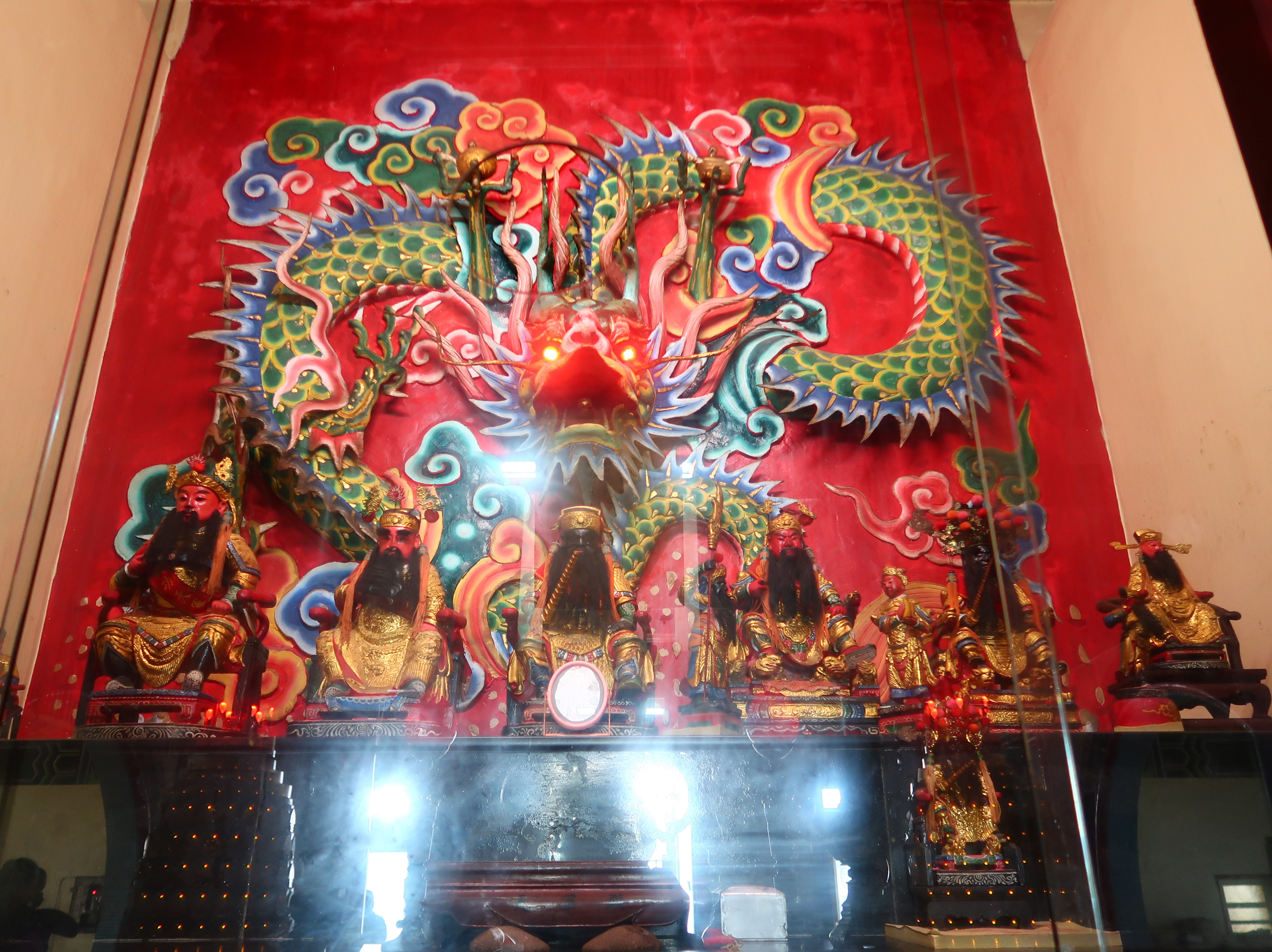
正殿主神龕趙府元帥
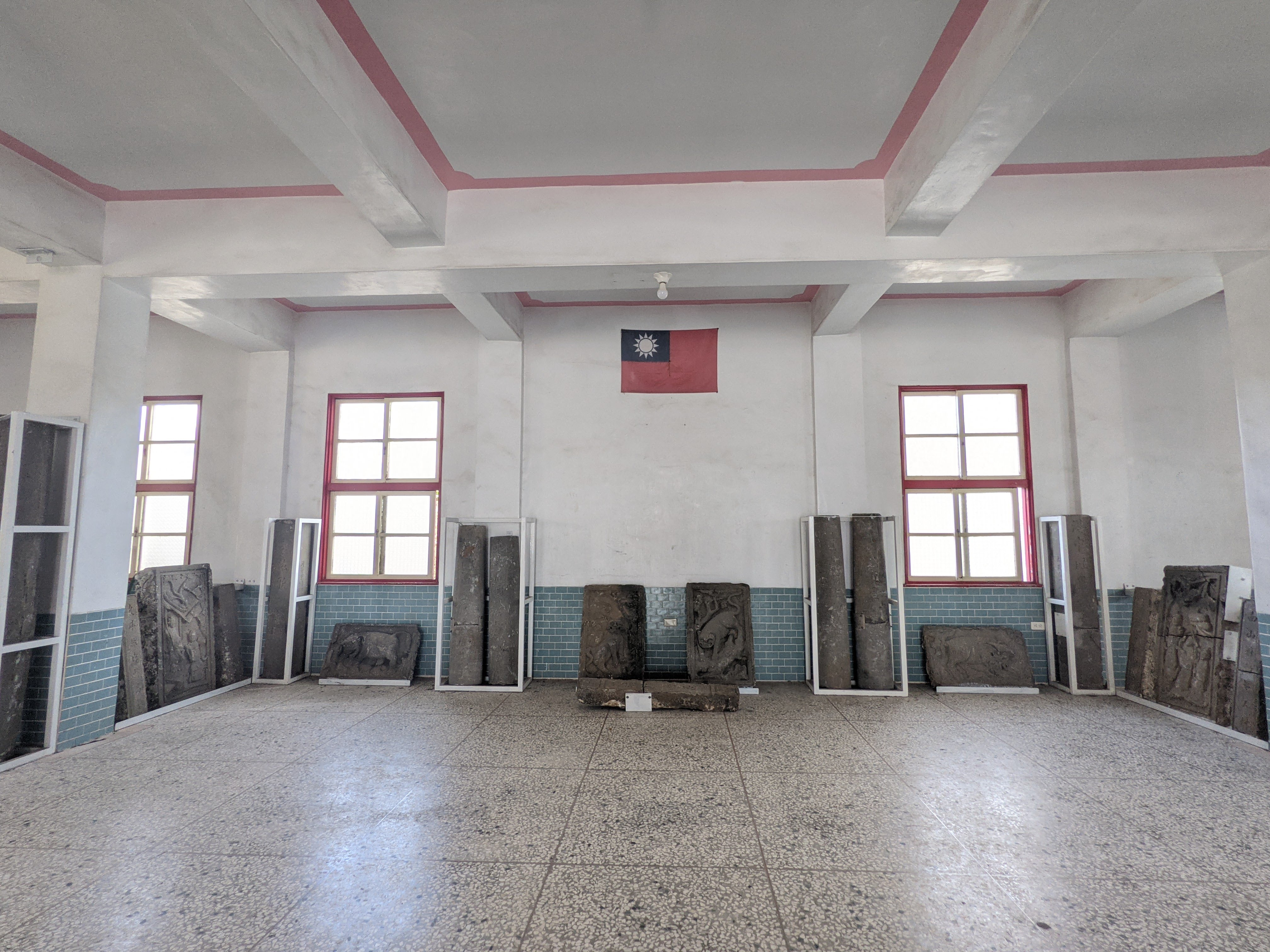
廟宇一樓收藏舊廟廟碑
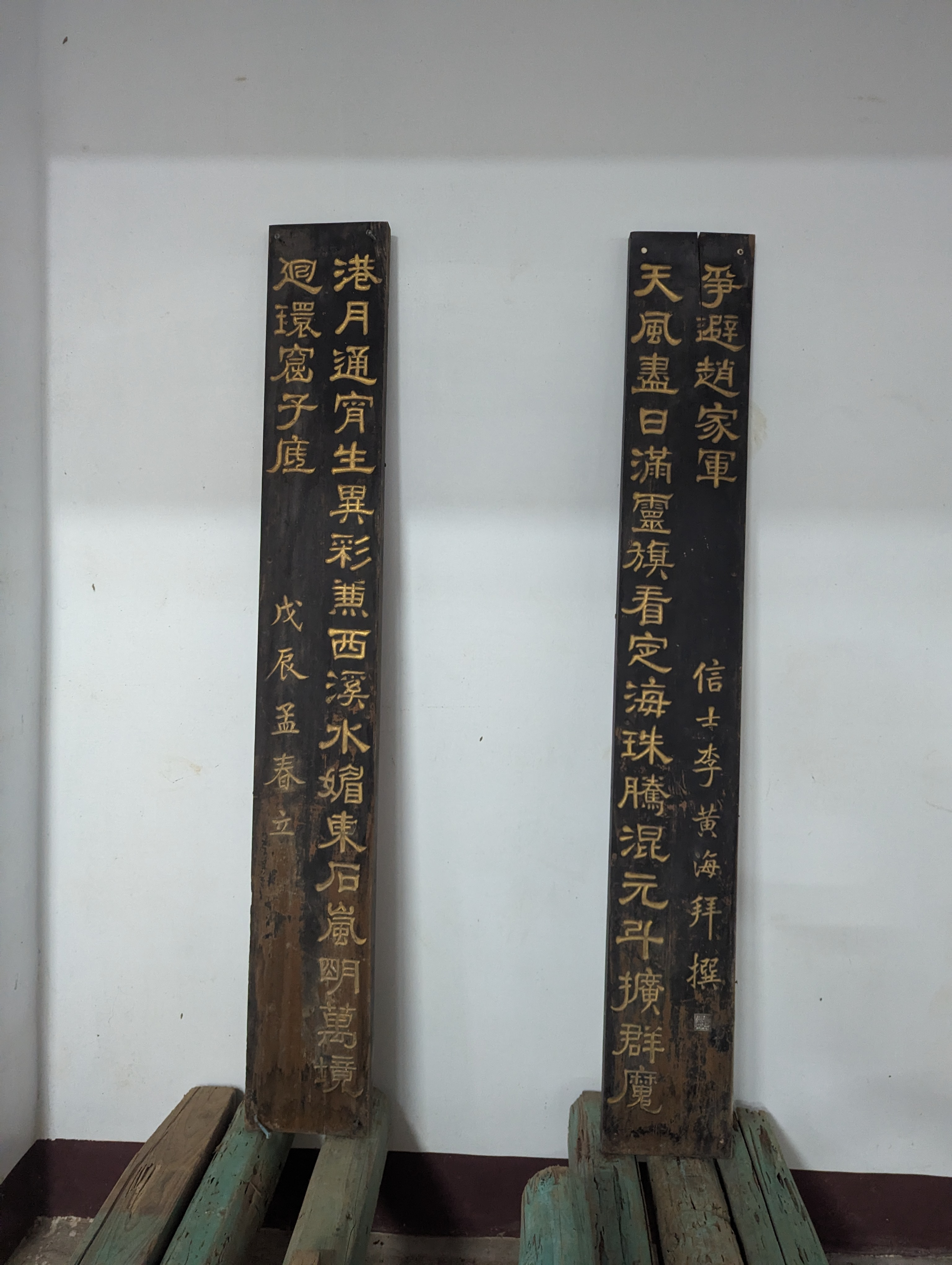
李黃海楹聯